# فرد کامر
فرد کامر (انگلیسی: Fred Kammer; ۳ ژوئن ۱۹۱۲ – ۲۱ فوریهٔ ۱۹۹۶) بازیکن هاکی روی یخ اهل ایالات متحده آمریکا بود.